# Tengguli (Tanjung)
Tengguli is een bestuurslaag in het regentschap Brebes van de provincie Midden-Java, Indonesië. Tengguli telt 4729 inwoners (volkstelling 2010).